# Province de Buffalo
Pour les articles homonymes, voir Buffalo.
La province de Buffalo était une proposition de création d'une nouvelle province canadienne au début du XXe siècle. Son principal promoteur était Frederick W. A. G. Haultain, premier ministre des Territoires du Nord-Ouest.
Cependant, les relations glaciales de Haultain avec Sir Wilfrid Laurier n'ont pas aidé sa cause, et en 1905, sa province proposée a été divisée en Alberta à l'ouest et Saskatchewan dans l'est.

## Histoire

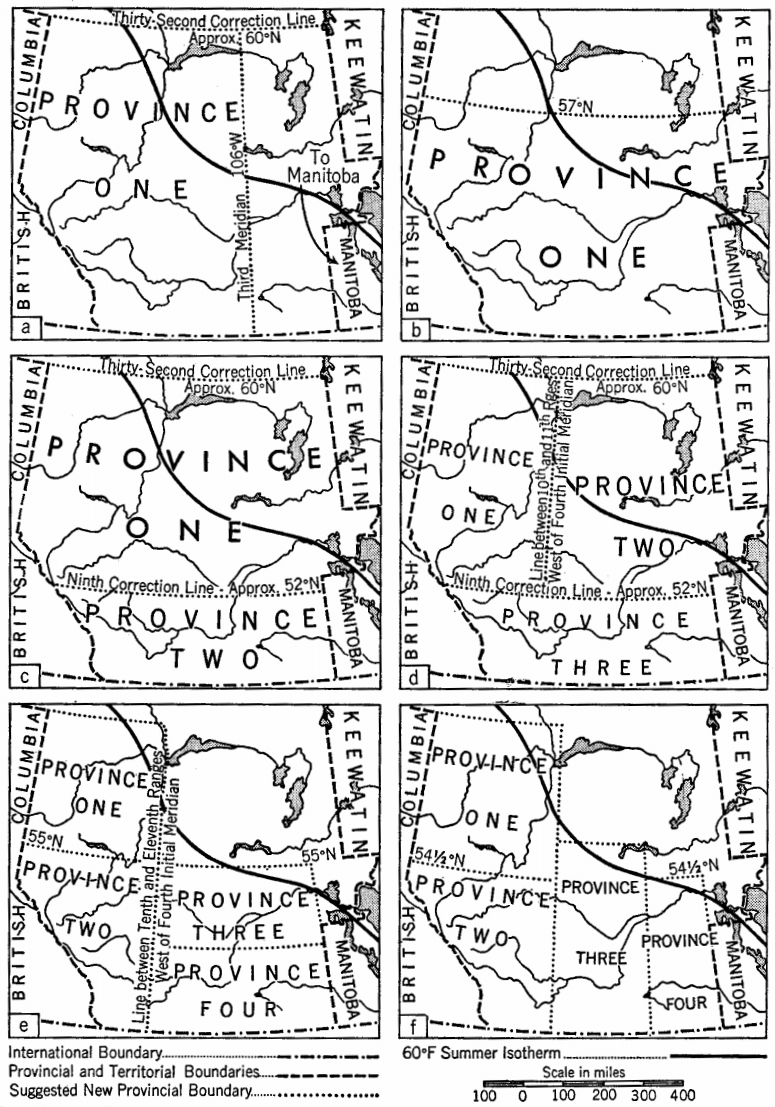
Divisions considérées par le gouvernement fédéral comme séparant l'Ouest canadien.

La province de Buffalo était l'une des nombreuses propositions pour la région de ce qui allait devenir l'Alberta et la Saskatchewan. Haultain a proposé l'idée en 1904, déclarant qu'« une grande province serait capable de faire des choses qu'aucune autre province ne pourrait faire».
À l'époque, la majorité des Calgarians et Edmontonians n'étaient pas d'accord avec la proposition, car Haultain pensait que la capitale de la nouvelle province devrait être Regina, mais les deux grandes villes de l'Ouest avaient chacune leurs propres ambitions d'être une capitale ville (Edmonton devenant éventuellement la capitale de l'Alberta). Laurier, craignant que l'Ouest n'ait le même pouvoir que ses rivaux, l'Ontario et le Québec, décide de séparer deux provinces de cette section des Territoires du Nord-Ouest en divisant le territoire par une ligne nord-sud. Cela a créé l'Alberta à l'ouest et la Saskatchewan à l'est.